# CCL17
A CCL17 a tímusz és antigénprezentáló sejtek, például dendritikus sejtek, makrofágok és monociták által termelt kemokin. Szerepe a rákban összetett. Vonzza a szabályzó T-sejteket, lehetővé téve bizonyos rákoknak az immunválasz elkerülését. Más rákok, például melanóma esetén azonban a CCL17-növekedés jobb előrejelzést jelent. A CCL17-et összefüggésbe hozták autoimmun betegségekkel és allergiával is.

## Besorolás
A CCL17 (CC kemokinligandum 17) eredeti neve TARC (tímusz- és aktivációszabályzott kemokin) volt 1996-os első izolálásakor. Később a citokinek elnevezésének szabványosításakor CCL17-re nevezték át.

## Funkció
A citokinek, mint a CCL17, segítik a sejtek egymással való kommunikációját, és stimulálják a sejtmozgást. A kemokinek fehérvérsejteket gyulladás vagy betegség helyére vonzó citokinek. A CCL17 és partnere, a CCL22 a T-helper sejtek kemotaxisát indukálják. Ezt a CCR4 kötésével érik el, mely kemokinreceptor a 2-es típusú helper T-sejteken, a kután limfocita bőrlokalizáló T-sejteken és a szabályzó T-sejteken. A CCR4-et expresszálják a felnőttkori T-sejtes leukémia/limfóma és a kután T-sejtes limfóma T-sejtjei, így ligandumai, különösen a CCL17 fontos célpontja új terápiáknak. A CCL17 egyike a testben nem, csak a tímuszban tárolt kevés kemokinnek – e kemokineket szükség esetén expresszálják a dendritikus sejtek, a makrofágok és a monociták. A CCL17-et átmenetileg expresszálja a tímusz a fitohemagglutinin-stimulált mononukleáris vérsejtekben. A CCL17 észlelhető más szövetekben, például vastag-, vékonybélben és tüdőben. A granulocita-makrofág kolóniastimuláló faktor (GM-CSF) növeli a CCL17-termelést monocitákban és makrofágokban. A dendritikus sejtek nagy mennyiségű CCL17-et állítanak elő IL-4 vagy TSLP hatására.
A CCL17 volt az első azonosított CC kemokin, mely T-sejtekre nagy affinitással hat. Kisebb affinitással hat a monocitákra. Nem hat a granulocitákra. Erős kemoattraktáns a T-helper és szabályzó T-sejtekre, mivel mindkettő expresszál CCR4-et.

## Rák

### Hodgkin-limfóma
A CCL17-et erősen expresszálják a Hodgkin-limfóma tumorsejtjei. Az esetek több mint 90%-ában immunohisztokémiailag észlelhető, és erősen specifikus a B-sejt-eredetű rákokban. A CCL17 főleg a tumor-mikrokörnyezetben lévő nagy mennyiségű T-helper és szabályzó T-sejtért felel, mely a Hodgkin-limfómára jellemző. A szérum-CCL17-szintek a Hodgkin-limfómás betegekben közel 400-szor akkora, mint az egészséges kontrollcsoportban, és erős kapcsolatban van a tumor térfogatával, stádiumával és terápiára adott válaszával. Szintje a szimptómák megjelenése és a diagnózis előtt több évvel emelkedni kezd számos Hodgkin-limfómás betegben.

### Szilárd rákok
Ez a kemokin nagyon fontos az emberi test válaszában a rákra. Míg néha lehetővé teszi a rák gyorsabb terjedését, gyakran a rák ellen működik. Egyes tumoralkotó rákok, például a mellrák CCL17-et termelnek, mely szabályzó T-sejteket vonz oda, erősítve a rák inváziós képességét. Azonban a CCL17 aktiválja a tumorba hatoló limfocitákat is. Sok rákban a több CCL17 jobb prognózist jelent a felépülés vagy a túlélés tekintetében.

## Inflammatio
Sok citokinhez hasonlóan a CCL17 gyulladásos, így bár segíti a rák támadását, gyulladásos betegségeket, például allergiás bőrbetegséget okozhat. Emiatt sok kutatás szól a CCL17 gátlásáról. A CCL17 semlegesítése monoklonális antitestekkel csökkenti a gyulladásos arthritist és osteoarthritist. A topikus szteroidok hatékonyak a CCL17-szint normalizálásában.

## Autoimmunitás
A CCL17 segíti a leukocitákat, különösen az eozinofileket válaszuk bőrben lévő patogének felé irányításában. Ez gyakran a CCL17–CCR4 kölcsönhatással történik a 2-es típusú T-helper sejtekben, melyek ezután több interleukint választanak el. CCL17–eozinofil közvetlen kölcsönhatást megfigyeltek, de nem definiáltak. Azonban a túlexpresszált CCL17-et összefüggésbe hozták atópiás dermatitisszel (ekcéma) és sclerosis multiplexszel több más autoimmun betegség mellett. Az allergiás és az atópiás dermatitises gyermekek több CCL17-et expresszálnak az allergiától mentes gyermekeknél. A CCL17-szabályzás iránti kísérletek egyes esetekben sikeresek voltak. Ez gyakran a CCR4-gyel való interferenciát jelent monoklonális antitesttel, például mogamulizumabbal. Egy másik opció a CCR4-gyel való kismolekulás interakció, ez 2021-ig nem volt klinikailag sikeres.

### Atópiás dermatitis
A 2-es típusú T-helper (Th2) sejtek az atópiás dermatitises léziókban több IL-4-et és -13-at expresszálnak az egészséges Th2 sejteknél. A dendritikus sejtek az IL-4-re és -13-ra CCL17-, CCL18- és CCL22-szekrécióval válaszolnak, különösen hibás gát esetén, például léziós bőrben. Mivel a CCL17 vonzza a Th2-t, ez Th2-aktiváció, IL-4- és -13-jelzés, CCL17-szekréció és további Th2-aktiváció ciklusát indítja el. Így az AD súlyossága összefügg a szérum és az interszticiális folyadék CCL17- és CCL22-koncentrációjával akut és krónikus AD esetén is. Mivel a Th2 sejtek mennyisége nagyobb terhesség alatt, a CCL17 növekedése a köldökzsinórvérben további Th2-sejteket vonzhat, ugyane visszacsatolást okozva. Ez összefügg az AD és más allergiás betegségek nagyobb gyakoriságával gyermekekben, különösen az első két évben.
Felnőtt betegekben más jelek, például az IL-22 összefüggnek az AD súlyosságával és lefolyásával, de nem ismertek e jelek és a CCL17 közti ok-okozati összefüggések. Más jelzőkomponenseket például a TSLP-t más léziós epidermális sejtek indukálnak, ezek közvetlenül erősítik a CCL17-termelést.
Klinikailag a CCL17 hasznos biomarker lehet az AD súlyosságának és a kezelés hatékonyságának megállapítására. Korábban gyakran vizuális, kvalitatív elemzést használtak a lézió előrehaladásának vizsgálatára, de a CCL17 használata az AD meghatározására lehetővé tesz pontosabb és precízebb vizsgálatokat a kezelés során. Ezzel együtt az AD javasolt kezelései közé tartozik a CCL17 topikus szabályzása. Különösen a gyermekkori AD esetén, ahol a krónikus AD és súlyos ételallergiák közti összefüggés ismert, a korai kvantifikáció és kezelés különösen fontos. E kezelés lehet kismolekulás CCL17–CCR4-kötés-gátlás, mely gátolja a Th2-sejtek aktiválását és a léziók kialakulását.

### Sclerosis multiplex és EAE
A sclerosis multiplex (SM) és az állatmodell EAE) részben a CCL17 agy-gerincvelői folyadékban való expressziójának és szabályzásának változásával jellemezhető autoimmun betegségek. Bizonyos SNP-k a CCL17 és CCL22 génekben növelhetik az SM kockázatát.
Míg a Th2-sejtek fontos elemei az AD-nek, mivel a CCL17–CCR4 kölcsönhatásban a bőrre lokalizálódnak, a memória-Th17-sejtek sok CCR4-et expresszálnak a humán és egér-SM-ben, így valószínű jelöltek tanulmányozásra és terápiára.
Az SM-kezelések, például a natalizumab vagy a metilprednizolon csökkenti a teljes kemokinszintet, beleértve vagy a CCL17-et, vagy a termelését indukáló faktorokat más lehetséges elsődleges funkciók mellett. Azonban a kép a CCR4-erősítéssel és -gyengítéssel kapcsolatos ismeretek alapján bonyolultabb, melyek a CCL17-lokalizációs útvonalakkal ellentétesnek tűnt. A CCL17-hiányos egerek kísérleti vizsgálata így az EAE-nél vizsgált CCR4-szabályzás mérésétől eltérő információt adott.

### Más betegségek
Több más betegség is összefügg a magas CCL17-tel vagy a CCL17-et használja Th2-sejtek lokalizációjára. A CCL17 lehet gyulladási ágens vagy tünet, és expressziójának zavarása vagy manipulálása terápiás cél lehet. Továbbá lehet betegség markere is.
- gyógyszerreakció eosinophiliával és szisztémás tünetekkel (DRESS)
- pemphigoidum bullosum (BP)
- Senilis erythroderma
- eozinofil follikulitisz
- krónikus spontán urticaria
- makulopapuláris exanthema
- Stevens–Johnson-szindróma/toxikus epidermális nekrolízis
- (nem) epizodikus angioödéma eozinofíliával
- allergiás asztma
- allergiás rhinitis/krónikus rhinosinusitis orrpolippal
- eozinofil granulomatosis polyangiitisszel (Churg–Strauss-szindróma)
- akut és krónikus eozinofil pneumonia
- Mycosis fungoides (MF)
- Sézary-szindróma
- Limfocitás hipereozinofil szindróma
- Acute disseminated encephalomyelitis (ADEM)[30]
- Neuromyelitis optica (NMO) (Devic's disease)[30][31]

## Kromoszomális elhelyezkedés
A humán CCL17-gén a 16. kromoszómán található más kemokinekkel, például a CCL22-vel és a fraktalkinnal együtt.

## Fordítás
Ez a szócikk részben vagy egészben  a   CCL17 című angol Wikipédia-szócikk ezen változatának fordításán alapul.  Az eredeti cikk szerkesztőit annak laptörténete sorolja fel. Ez a jelzés csupán a megfogalmazás eredetét és a szerzői jogokat jelzi, nem szolgál a cikkben szereplő információk forrásmegjelöléseként.